# Guizerix
Guizerix est une commune française située dans le nord-est du département des Hautes-Pyrénées, en région Occitanie. Sur le plan historique et culturel, la commune est située dans la région gasconne de Magnoac, sur le plateau de Lannemezan, qui reprend une partie de l’ancien Nébouzan, qui possédait plusieurs enclaves au cœur de la province de Comminges et a évolué dans ses frontières jusqu’à plus ou moins disparaitre.
Exposée à un climat océanique altéré, elle est drainée par la Baïse, la Baisole, la Sole, le ruisseau de Pesquès et par divers autres petits cours d'eau. La commune possède un patrimoine naturel remarquable composé d'une zone naturelle d'intérêt écologique, faunistique et floristique.
Guizerix est une commune rurale qui compte 116 habitants en 2022, après avoir connu un pic de population de 553 habitants en 1836. Ses habitants sont appelés les Guizerixois ou  Guizerixoises.

## Géographie

### Localisation
La commune de Guizerix se trouve dans le département des Hautes-Pyrénées, en région Occitanie.
Elle se situe à 32 km à vol d'oiseau de Tarbes, préfecture du département, et à 6 km de Trie-sur-Baïse, bureau centralisateur du canton des Coteaux dont dépend la commune depuis 2015 pour les élections départementales.
La commune fait en outre partie du bassin de vie de Boulogne-sur-Gesse.
Les communes les plus proches sont : 
Puntous (2,9 km), Cuélas (3,2 km), Duffort (3,5 km), Sadournin (3,8 km), Larroque (3,8 km), Hachan (4,2 km), Ponsan-Soubiran (4,3 km), Barthe (4,9 km).
Sur le plan historique et culturel, Guizerix fait partie de la région gasconne de Magnoac, située sur le plateau de Lannemezan, qui reprend une partie de l’ancien Nébouzan, qui possédait plusieurs enclaves au cœur de la province de Comminges et a évolué dans ses frontières jusqu’à plus ou moins disparaitre.
Les communes limitrophes sont  Cuélas, Duffort, Larroque, Ponsan-Soubiran, Puntous et Sadournin.
| Duffort (Gers)                   | Cuélas (Gers) | Ponsan-Soubiran (Gers) |
| Sadournin                        | Guizerix      | Larroque               |
| Puydarrieux (par un quadripoint) |               | Puntous                |

### Hydrographie
La commune est dans le bassin versant de la Garonne, au sein du bassin hydrographique Adour-Garonne. Elle est drainée par le Baïse, la Baisole, la Sole, le ruisseau de Pesquès, Fossé de la Sole, le ruisseau de Galanat et par un petit cours d'eau, constituant un réseau hydrographique de 6 km de longueur totale,.
La Baïse, d'une longueur totale de 187,6 km, prend sa source dans la commune de Capvern et s'écoule vers le nord. Elle traverse la commune et se jette dans la Garonne à Saint-Léger, après avoir traversé 52 communes.
La Baisole, d'une longueur totale de 47,2 km, prend sa source dans la commune de Campistrous et s'écoule vers le nord. Il traverse la commune et se jette dans la Baïse à Saint-Michel, après avoir traversé 21 communes.
La Sole, d'une longueur totale de 19,5 km, prend sa source dans la commune de Recurt et s'écoule vers le nord. Il se jette dans la Baïse sur le territoire communal, après avoir traversé 13 communes.

### Climat
Le climat est tempéré de type océanique, en raison de l'influence proche de l'océan Atlantique situé à peu près 150 km plus à l'ouest. La proximité des Pyrénées fait que la commune profite d'un effet de foehn, il peut aussi y neiger en hiver, même si cela reste inhabituel.
| Mois                              | jan.  | fév.  | mars  | avril | mai   | juin  | jui.  | août  | sep.  | oct.  | nov.  | déc.  | année   |
| --------------------------------- | ----- | ----- | ----- | ----- | ----- | ----- | ----- | ----- | ----- | ----- | ----- | ----- | ------- |
| Température minimale moyenne (°C) | 0,6   | 1,3   | 2,7   | 5,2   | 8,3   | 11,6  | 14,1  | 13,9  | 11,7  | 8     | 3,6   | 1,3   | 6,9     |
| Température moyenne (°C)          | 5,3   | 6,1   | 7,8   | 10    | 13,3  | 16,7  | 19,3  | 19    | 17,2  | 13,3  | 8,5   | 5,8   | 11,9    |
| Température maximale moyenne (°C) | 9,9   | 11    | 12,9  | 14,8  | 18,3  | 21,7  | 24,5  | 24    | 22,6  | 18,6  | 13,4  | 10,4  | 16,8    |
| Ensoleillement (h)                | 108,8 | 118,8 | 155,6 | 157,2 | 181,3 | 191,5 | 215,5 | 196,4 | 194,5 | 164,4 | 124,4 | 104,4 | 1 912,8 |
| Précipitations (mm)               | 112,8 | 97,5  | 100,2 | 105,7 | 113,6 | 80,7  | 57,3  | 70,3  | 71    | 85,2  | 93    | 112,1 | 1 099,4 |

### Milieux naturels et biodiversité

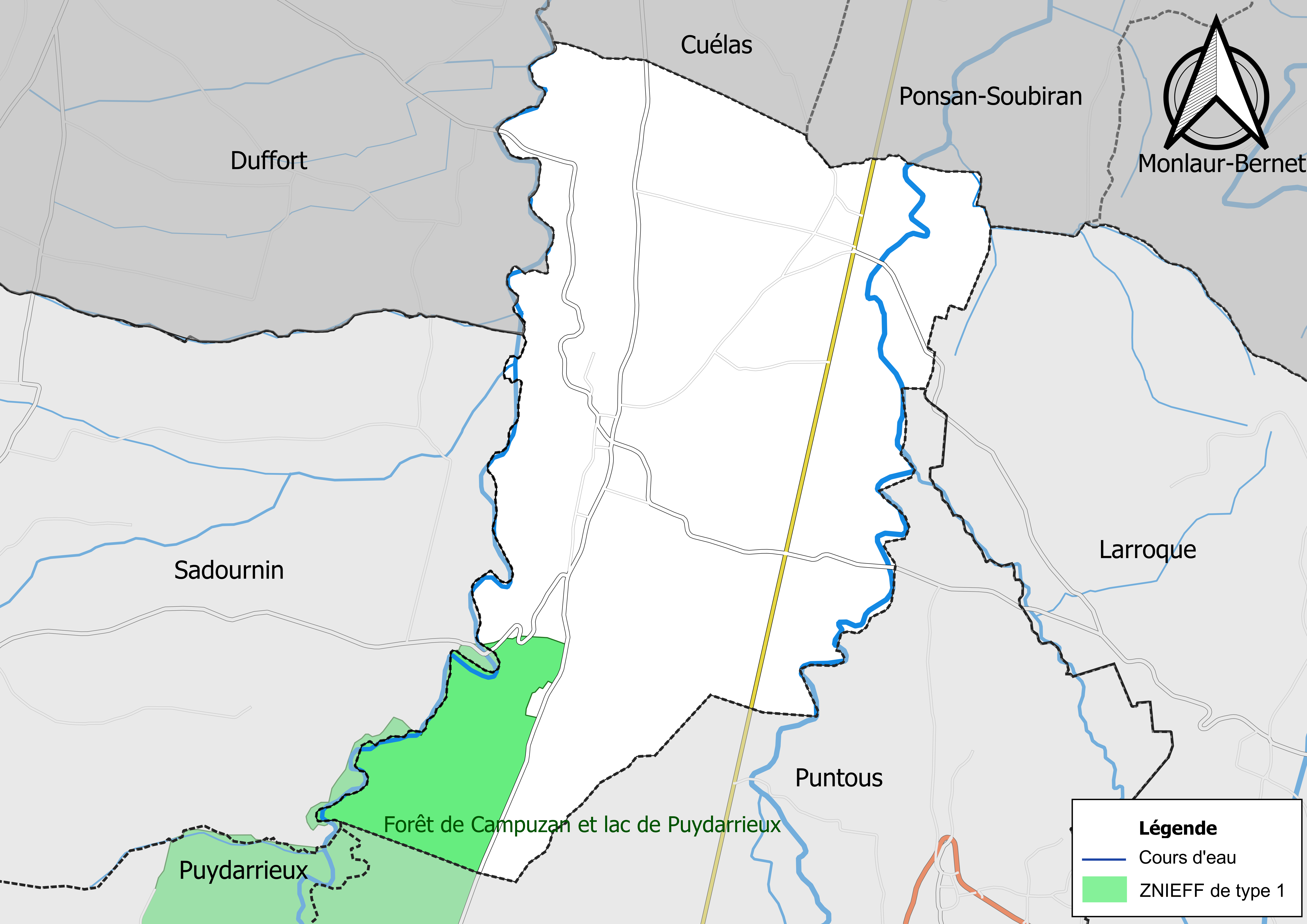
Carte de la ZNIEFF de type 1 localisée dans la commune.

L’inventaire des zones naturelles d'intérêt écologique, faunistique et floristique (ZNIEFF) a pour objectif de réaliser une couverture des zones les plus intéressantes sur le plan écologique, essentiellement dans la perspective d’améliorer la connaissance du patrimoine naturel national et de fournir aux différents décideurs un outil d’aide à la prise en compte de l’environnement dans l’aménagement du territoire.
Une ZNIEFF de type 1 est recensée dans la commune :
la « forêt de Campuzan et lac de Puydarrieux » (759 ha), couvrant 6 communes du département.

## Urbanisme

### Typologie
Au 1er janvier 2024, Guizerix est catégorisée commune rurale à habitat très dispersé, selon la nouvelle grille communale de densité à sept niveaux définie par l'Insee en 2022.
Elle est située hors unité urbaine et hors attraction des villes,.

### Occupation des sols
L'occupation des sols de la commune, telle qu'elle ressort de la base de données européenne d’occupation biophysique des sols Corine Land Cover (CLC), est marquée par l'importance des territoires agricoles (81,4 % en 2018), une proportion sensiblement équivalente à celle de 1990 (81,1 %). La répartition détaillée en 2018 est la suivante : 
terres arables (56,4 %), zones agricoles hétérogènes (25 %), forêts (18,6 %).
L'IGN met par ailleurs à disposition un outil en ligne permettant de comparer l’évolution dans le temps de l’occupation des sols de la commune (ou de territoires à des échelles différentes). Plusieurs époques sont accessibles sous forme de cartes ou photos aériennes : la carte de Cassini (XVIIIe siècle), la carte d'état-major (1820-1866) et la période actuelle (1950 à aujourd'hui).

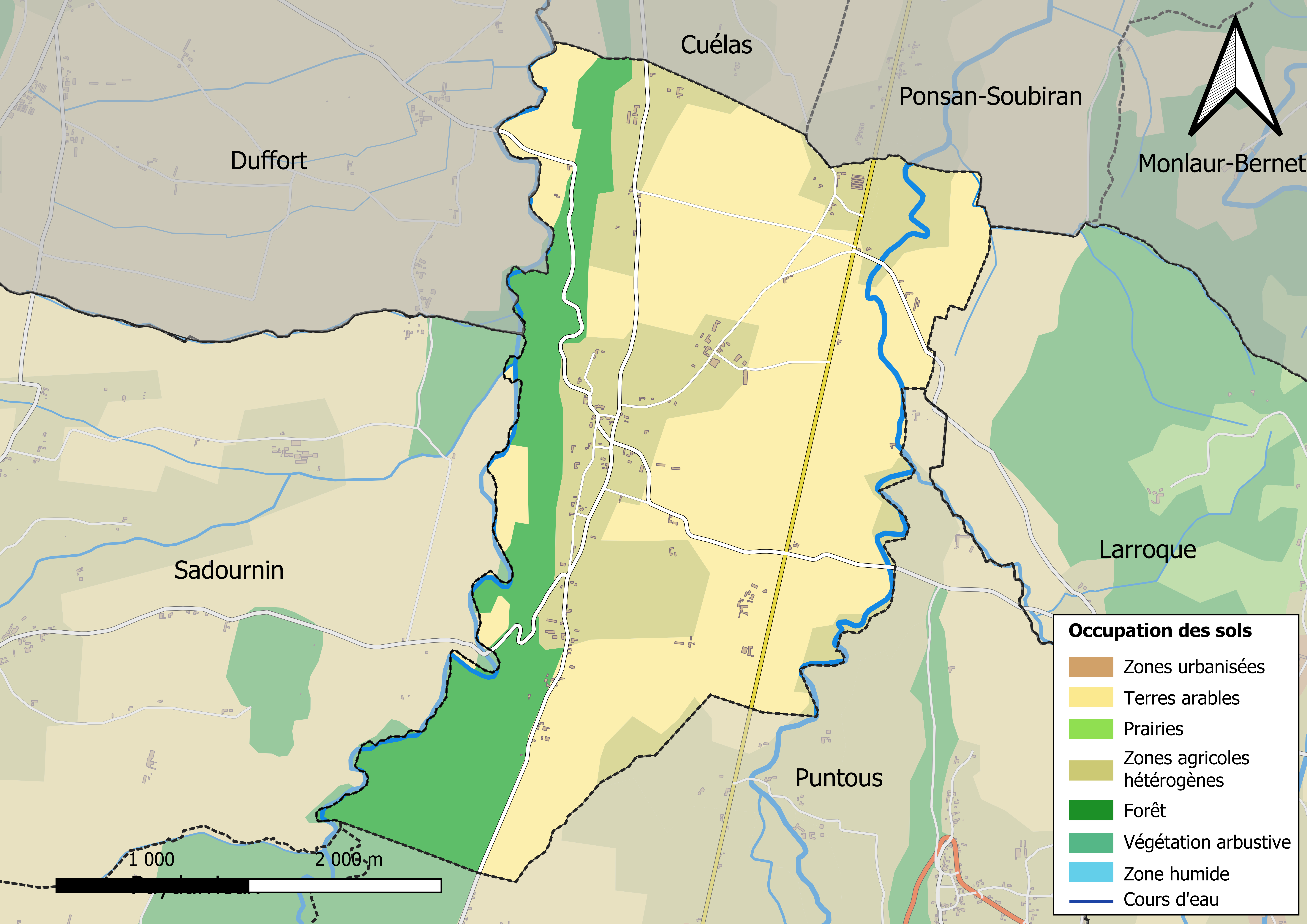
Carte des infrastructures et de l'occupation des sols en 2018 (CLC) de la commune.
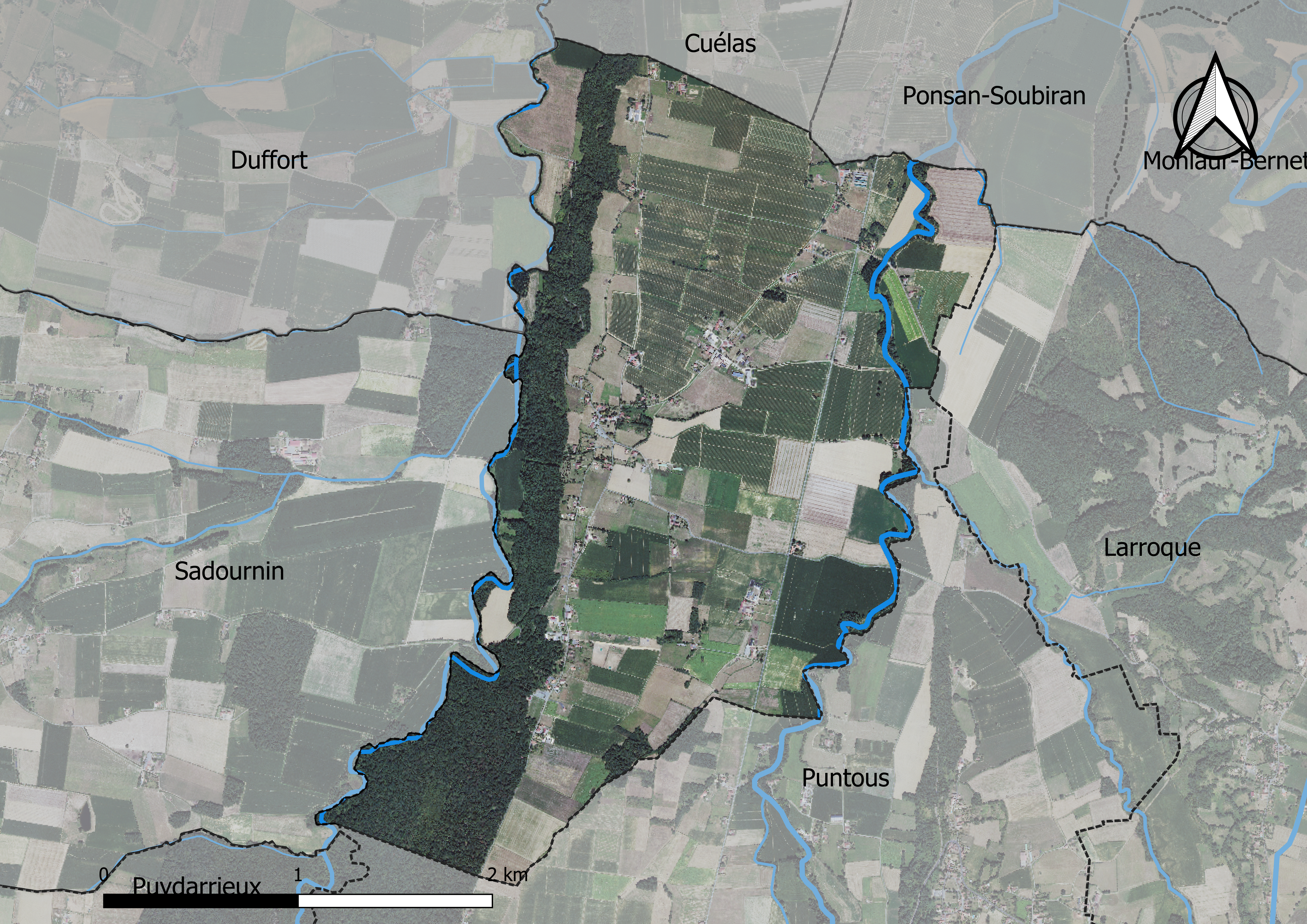
Carte orthophotogrammétrique de la commune.

### Logement
En 2012, le nombre total de logements dans la commune est de 79.

Parmi ces logements, 74,4 % sont des résidences principales, 8,9 % des résidences secondaires et 16,7 % des logements vacants.

### Voies de communication et transports
Cette commune est desservie par les routes départementales D 9, D 10 et D 309.

## Toponymie

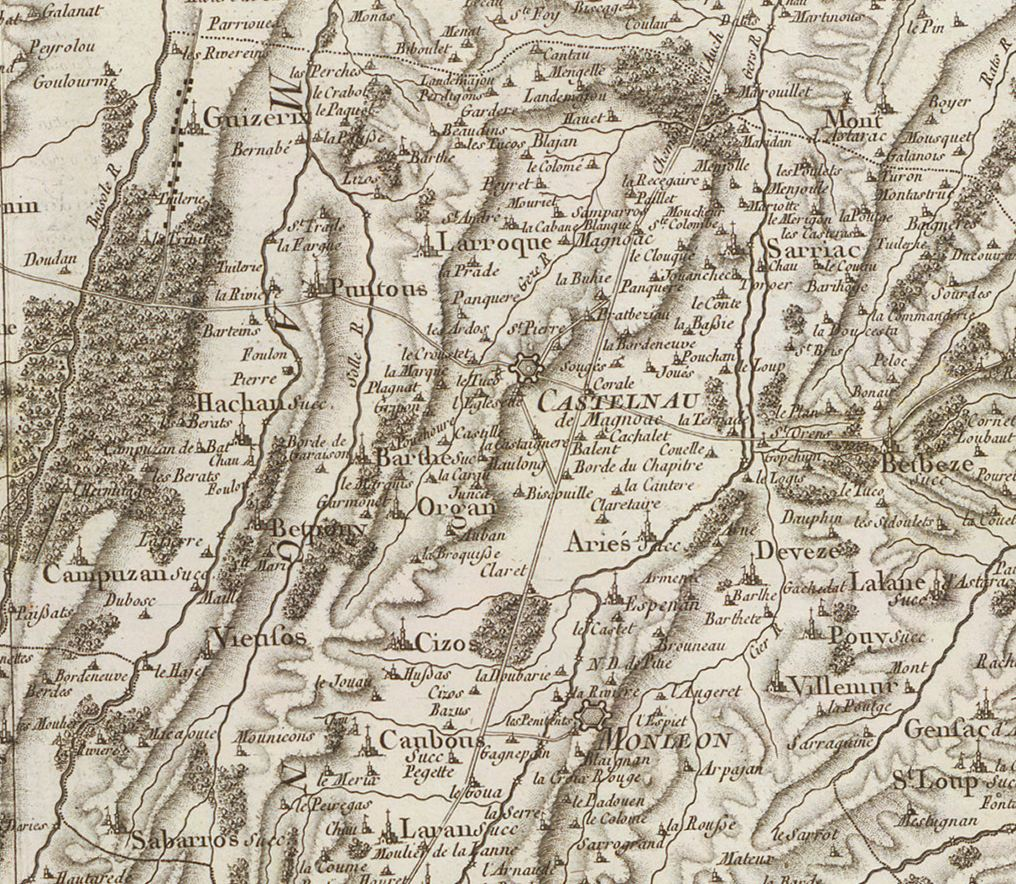
Extrait de la carte de Cassini (entre 1756 et 1789) situant Guizerix au nord-ouest de Castelnau-Magnoac.

On trouvera les principales informations dans le Dictionnaire toponymique des communes des Hautes Pyrénées de Michel Grosclaude et Jean-François Le Nail qui rapporte les dénominations historiques du village :
Dénominations historiques :
- Guisiriz, Guiseriz (1151, cartulaire de Berdoues) ;
- Guiseriz (1154, ibid. ; 1246, ibid.) ;
- Guiseris (1205, ibid.) ;
- Guizeriz (1213, ibid.) ;
- Guisiricz (1383-1384, procuration Auch) ;
- Guisiritz (1405, décime Auch) ;
- de Guisarico, de Guizerico, latin (XVe siècle, Taxes Auch) ;
- Guiziris (1746, Brugèles) ;
- Guiserits (1790, Département 1) ;
- Guizerits (1806, Laboulinière).

Nom occitan : Guiseric.

## Histoire

### Cadastre napoléonien de Guizerix
Le plan cadastral napoléonien de Guizerix est consultable sur le site des archives départementales des Hautes-Pyrénées.

## Politique et administration

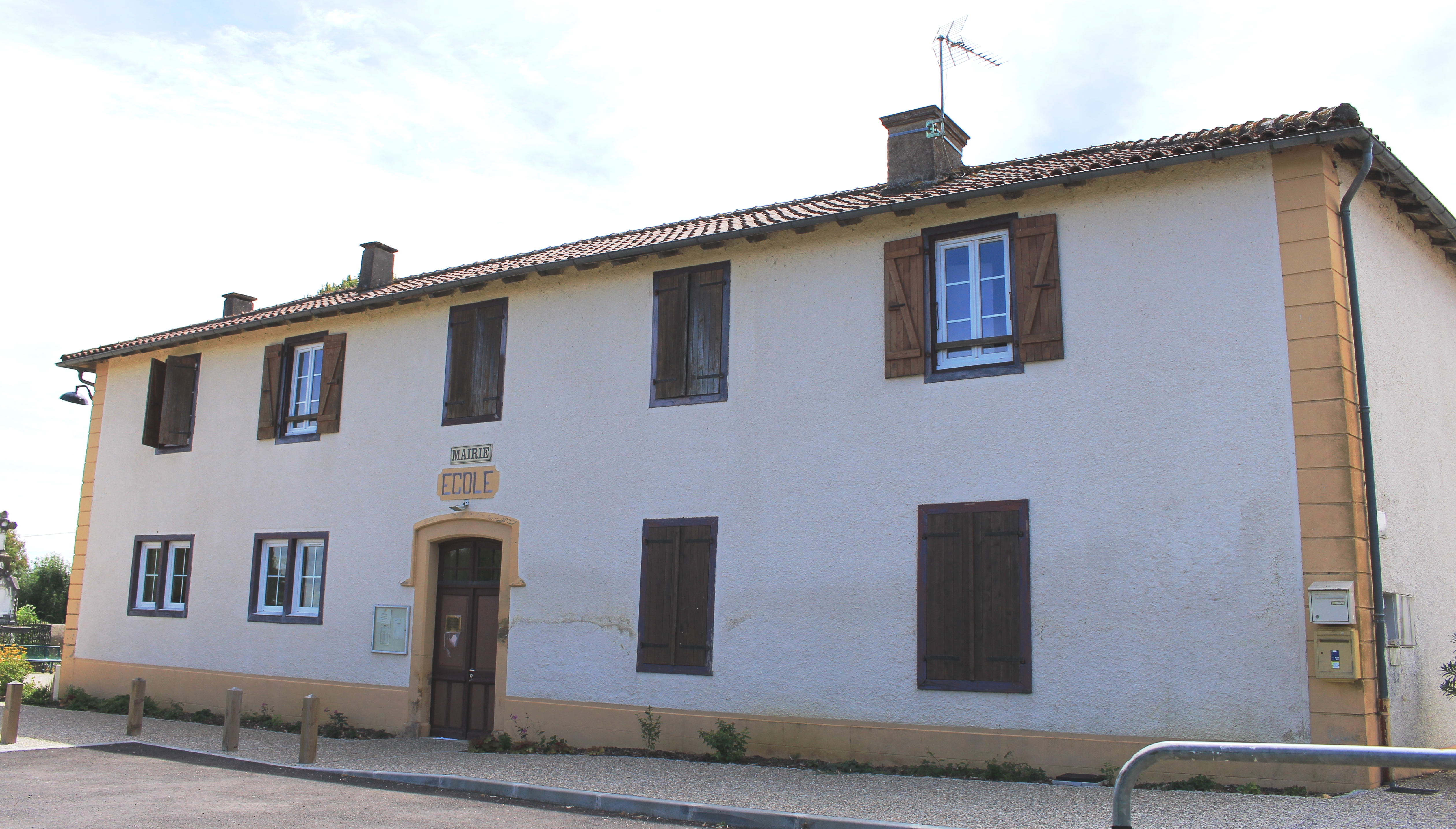
La mairie en 2020.

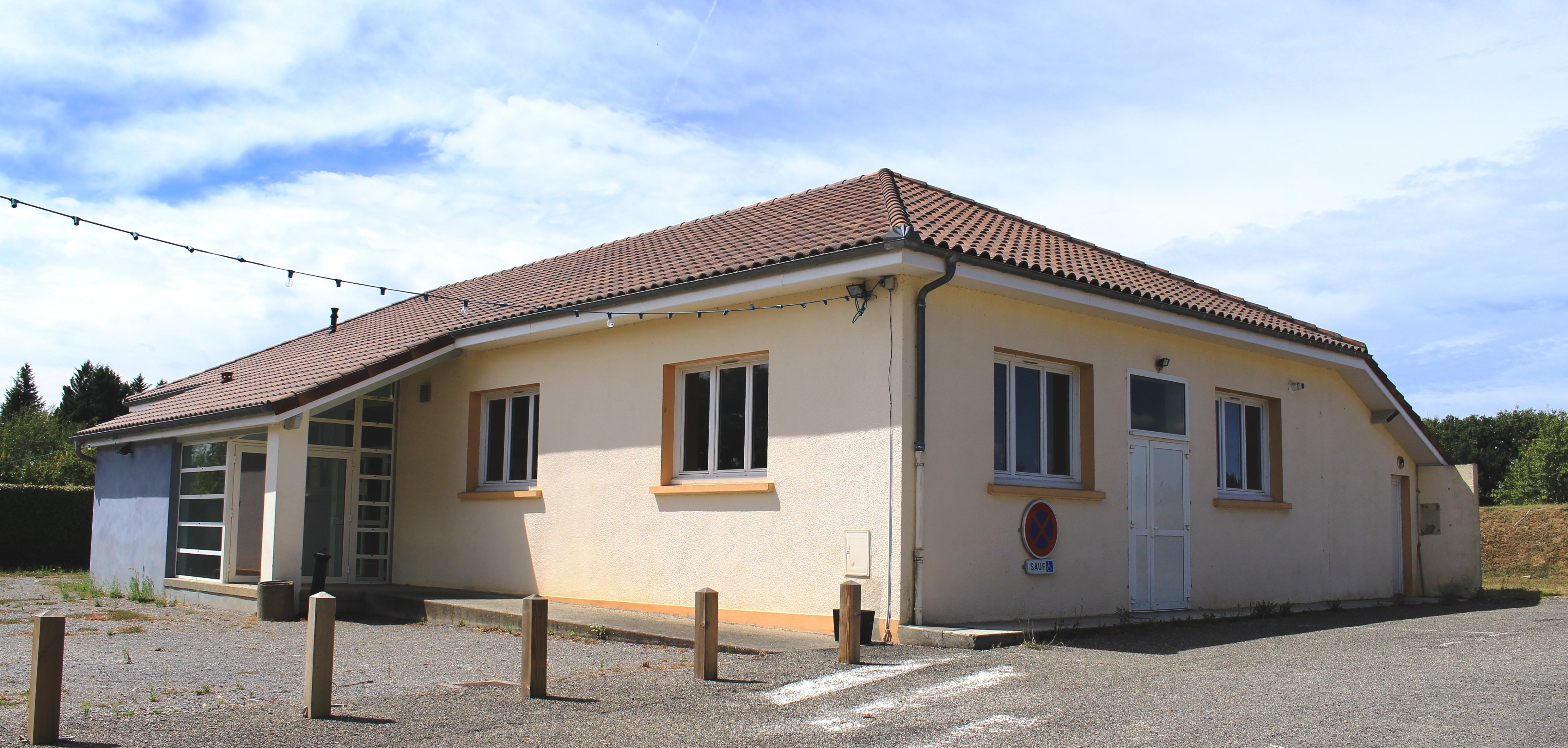
Le foyer rural en 2020.

### Liste des maires
| Période                                  | Période  | Identité             | Étiquette | Qualité |
| ---------------------------------------- | -------- | -------------------- | --------- | ------- |
| Les données manquantes sont à compléter. |          |                      |           |         |
|                                          |          |                      |           |         |
| mars 2001                                | En cours | Jean-Michel Le Bihan |           |         |

### Rattachements administratifs et électoraux

#### Historique administratif
Sénéchaussée d'Auch, pays des Quatre-Vallées, vallée de Magnoac, baronnie de Guizerix, canton de  Castelnau-Magnoac (depuis 1790).

#### Intercommunalité
Guizerix appartient à la communauté de communes du Pays de Trie et du Magnoac créée en janvier 2017 et qui réunit 50 communes.
La commune est également membre du SIVOM de Saint-Gaudens Montréjeau Aspet Magnoac.

## Population et société

### Démographie

#### Évolution démographique

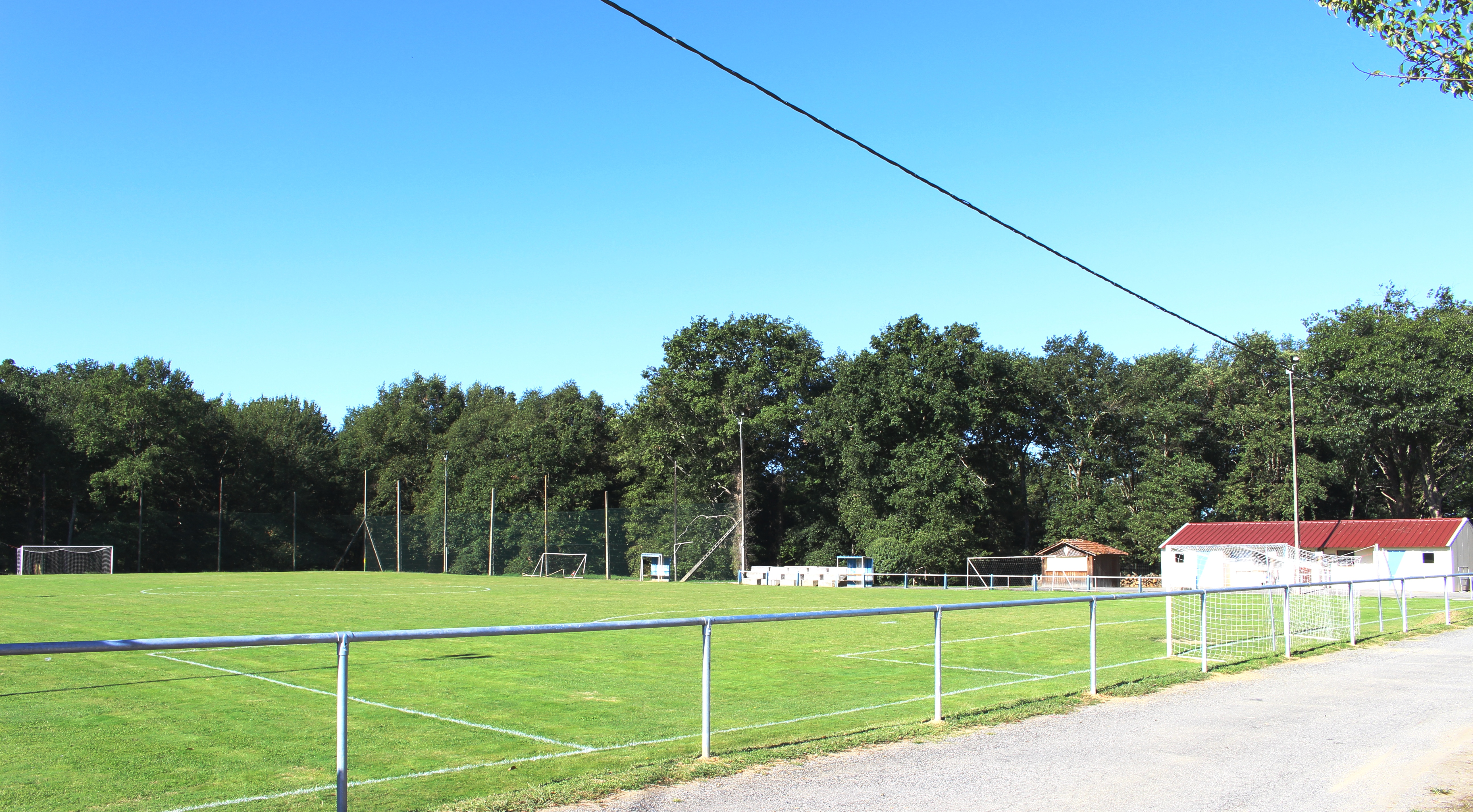
Le stade de football Des Fontaines en 2015.

| 1793 | 1800 | 1806 | 1821 | 1831 | 1836 | 1841 | 1846 | 1851 |
| ---- | ---- | ---- | ---- | ---- | ---- | ---- | ---- | ---- |
| 335  | 321  | 470  | 465  | 538  | 553  | 474  | 512  | 484  |

| 1856 | 1861 | 1866 | 1872 | 1876 | 1881 | 1886 | 1891 | 1896 |
| ---- | ---- | ---- | ---- | ---- | ---- | ---- | ---- | ---- |
| 484  | 449  | 429  | 401  | 394  | 435  | 419  | 423  | 405  |

| 1901 | 1906 | 1911 | 1921 | 1926 | 1931 | 1936 | 1946 | 1954 |
| ---- | ---- | ---- | ---- | ---- | ---- | ---- | ---- | ---- |
| 352  | 334  | 306  | 289  | 283  | 270  | 253  | 221  | 205  |

| 1962 | 1968 | 1975 | 1982 | 1990 | 1999 | 2006 | 2008 | 2013 |
| ---- | ---- | ---- | ---- | ---- | ---- | ---- | ---- | ---- |
| 178  | 188  | 159  | 160  | 136  | 133  | 131  | 130  | 123  |

| 2018 | 2022 | - | - | - | - | - | - | - |
| ---- | ---- | - | - | - | - | - | - | - |
| 122  | 116  | - | - | - | - | - | - | - |

### Enseignement
La commune dépend de l'académie de Toulouse. Elle ne dispose plus d'école en 2016.

### Cultes
Au XIe siècle, la Vierge Marie serait apparue à une jeune bergère à Guiserix et aurait soit fait jaillir soit béni une source. Une petite chapelle romane, ornée de peintures murales, commémore cet évènement.

## Économie

### Emploi
|                | 2008  | 2013  | 2018  |
| -------------- | ----- | ----- | ----- |
| Commune        | 4,7 % | 8,8 % | 6,2 % |
| Département    | 7,7 % | 9,4 % | 9,8 % |
| France entière | 8,3 % | 10 %  | 10 %  |

En 2018, la population âgée de 15 à 64 ans s'élève à 65 personnes, parmi lesquelles on compte 83,1 % d'actifs (76,9 % ayant un emploi et 6,2 % de chômeurs) et 16,9 % d'inactifs,. Depuis 2008, le taux de chômage communal (au sens du recensement) des 15-64 ans est inférieur à celui de la France et du département.
La commune est hors attraction des villes,. Elle compte 21 emplois en 2018, contre 15 en 2013 et 17 en 2008. Le nombre d'actifs ayant un emploi résidant dans la commune est de 50, soit un indicateur de concentration d'emploi de 42,3 % et un taux d'activité parmi les 15 ans ou plus de 49,5 %.
Sur ces 50 actifs de 15 ans ou plus ayant un emploi, 17 travaillent dans la commune, soit 34 % des habitants. Pour se rendre au travail, 84 % des habitants utilisent un véhicule personnel ou de fonction à quatre roues, 2 % les transports en commun, 4 % s'y rendent en deux-roues, à vélo ou à pied et 10 % n'ont pas besoin de transport (travail au domicile).

## Culture locale et patrimoine

### Lieux et monuments

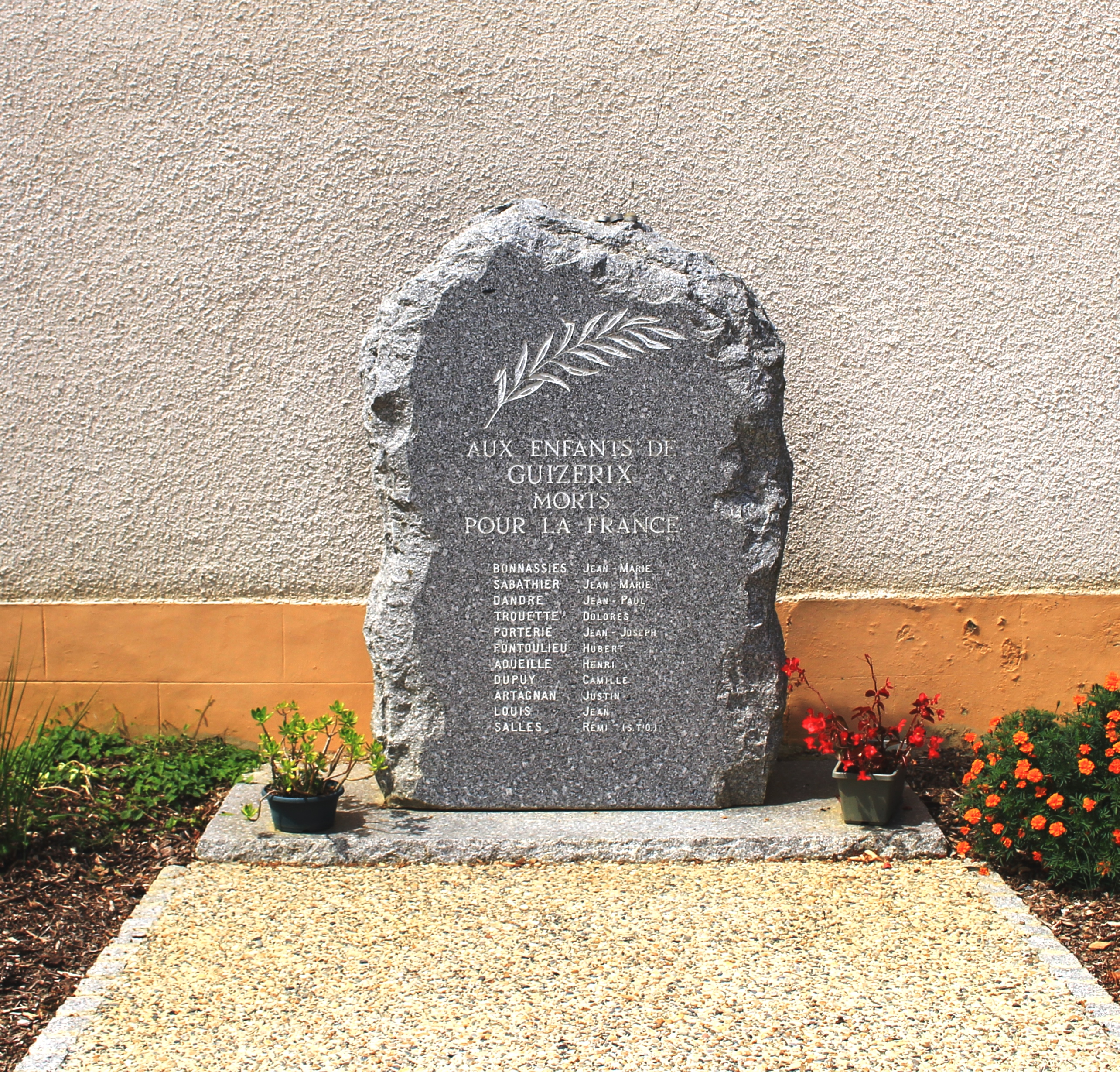
Le monument aux morts municipal.

- Croix monumentale en marbre noir et gris.
- Monument aux morts.
- Monument en marbre blanc pour le souvenir de Jean Marie Abadie, né à Guizerix et décédé à Walla-Walla (Amérique du Nord) le 24 décembre 1889 à l'âge  de 33 ans.

Sélection de vues diverses
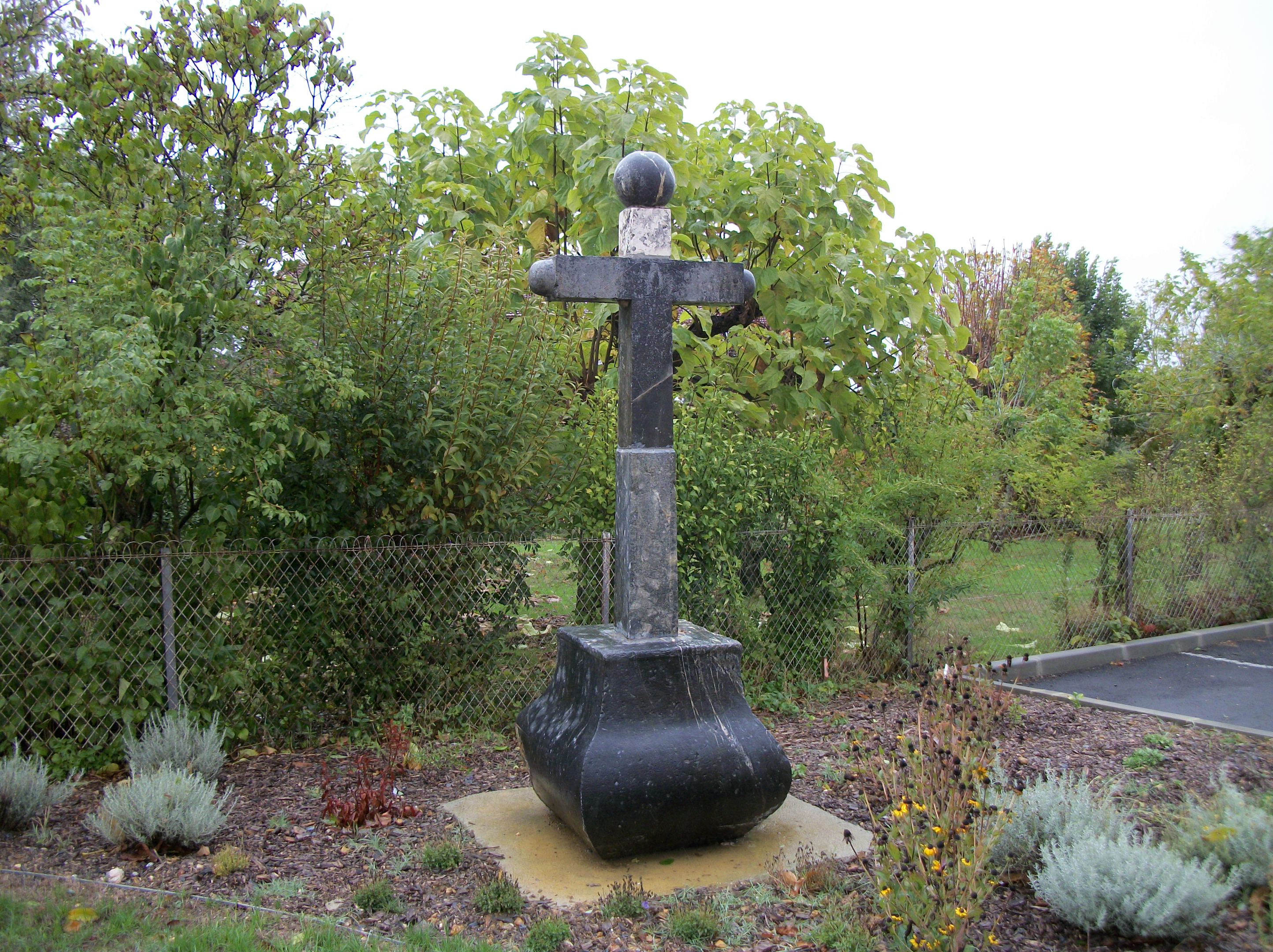
Croix monumentale en marbre noir et gris.
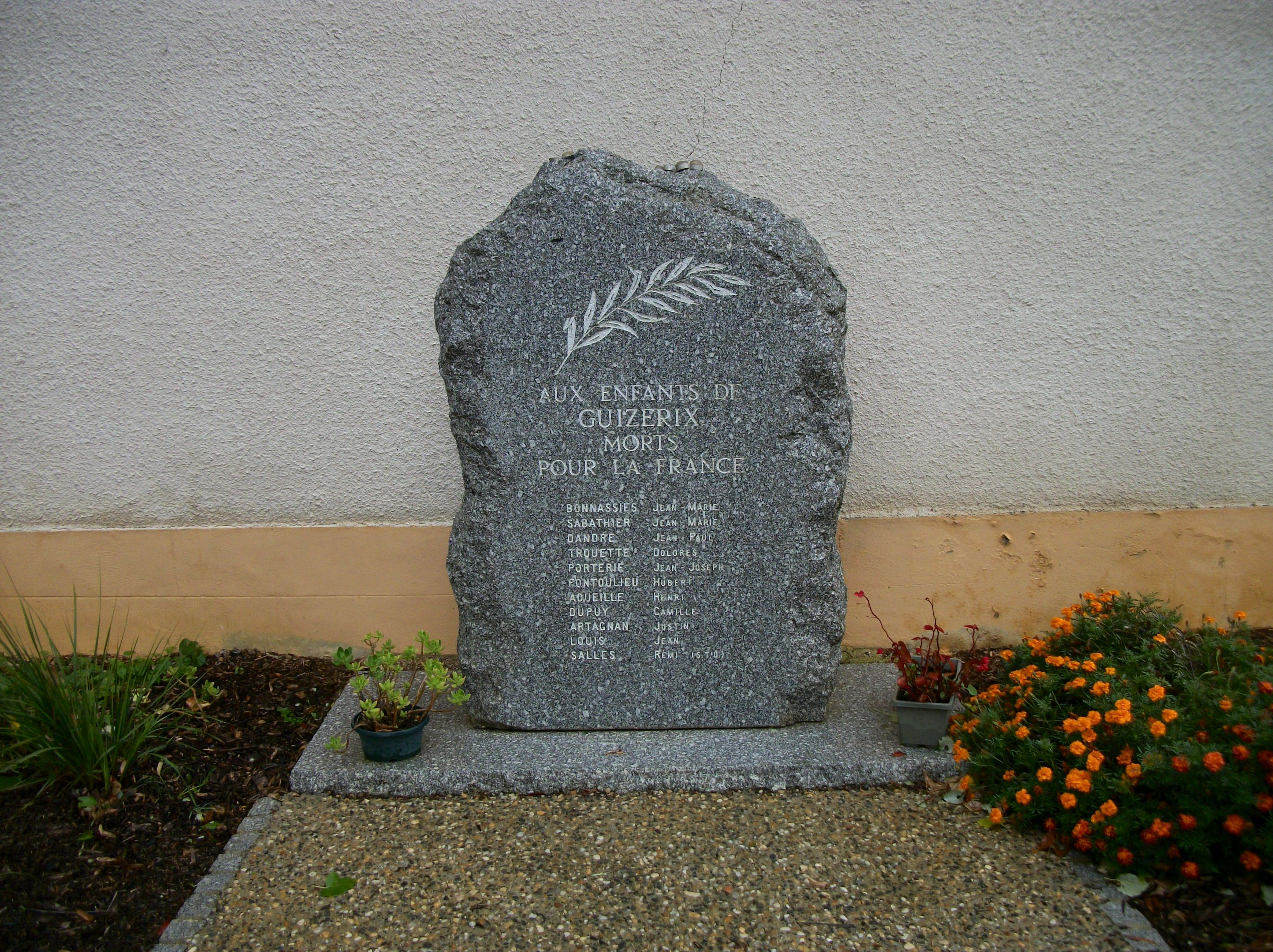
Monument aux morts.
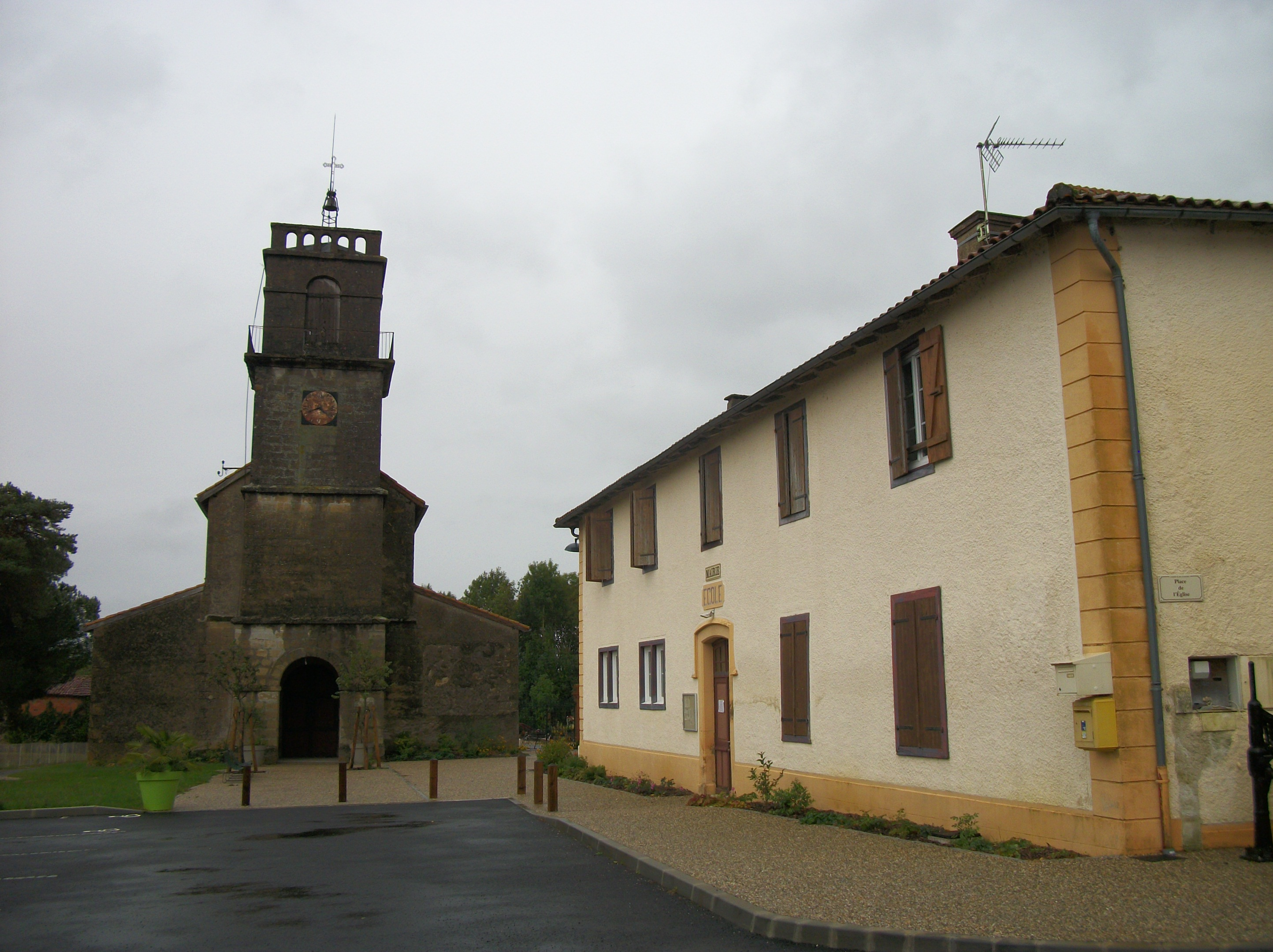
L'église et la mairie.
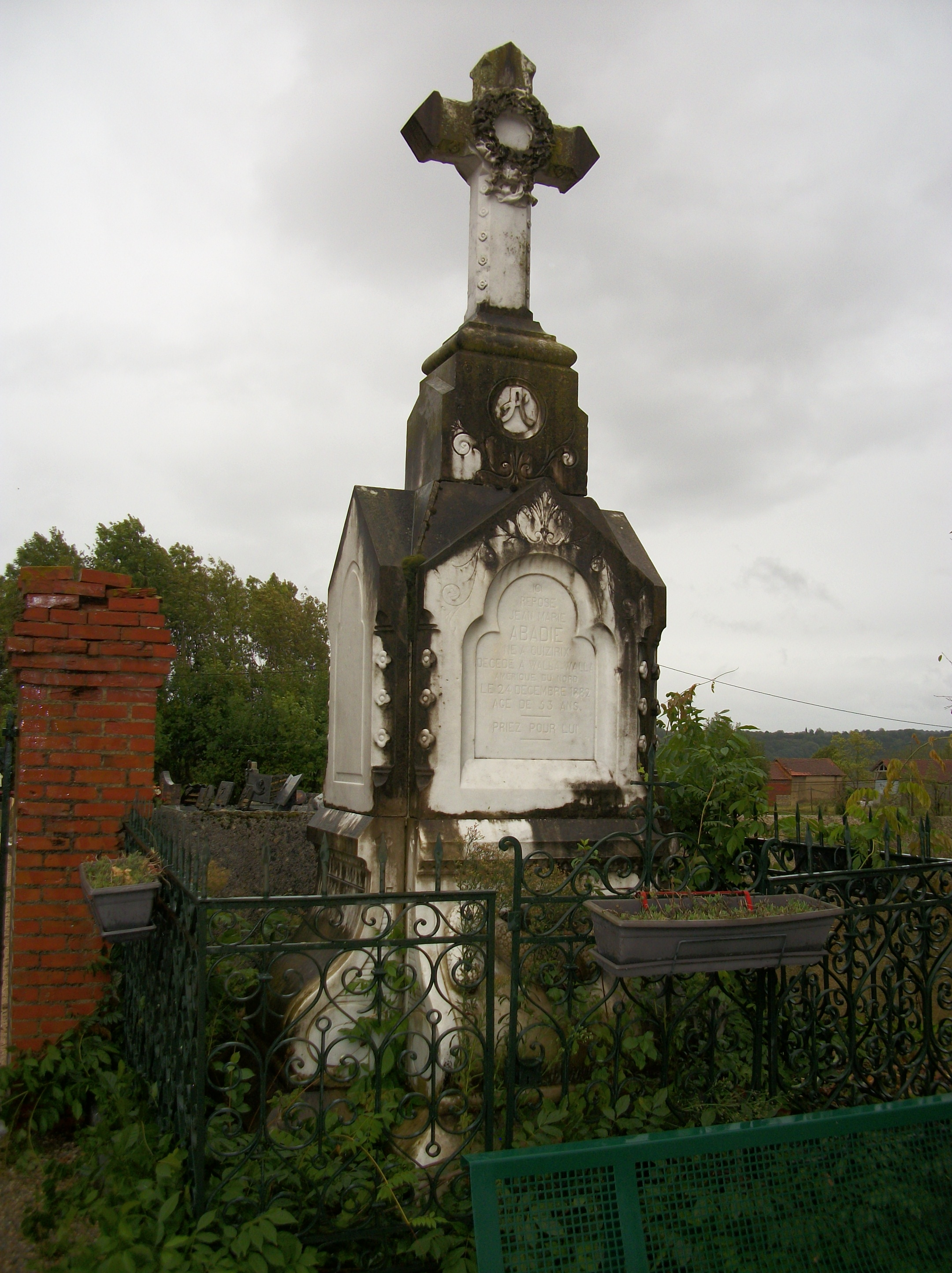
Monument en marbre blanc pour le souvenir de Jean Marie Abadie.
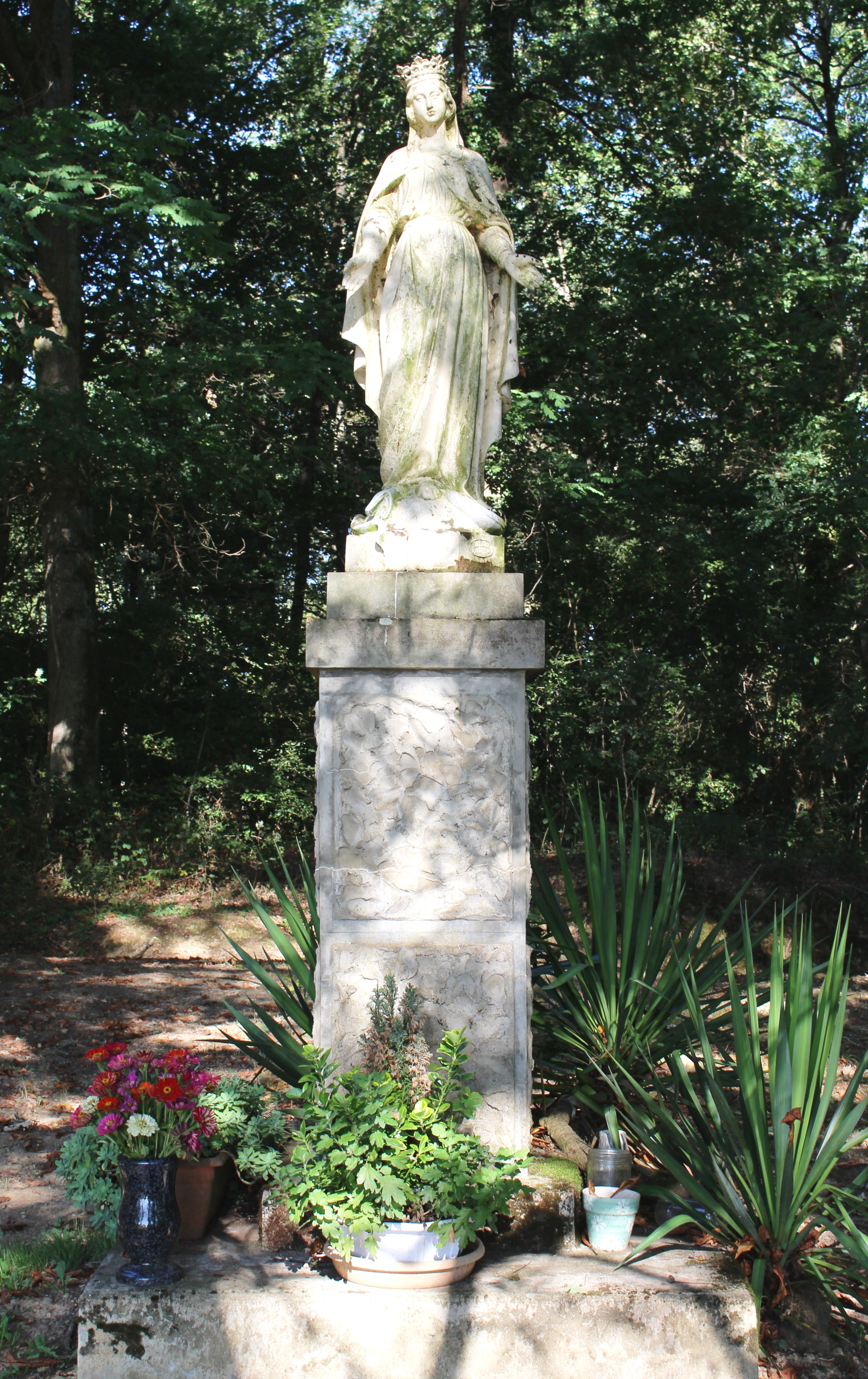
Une vierge.

- Église Saint-Christophe de Guizerix. Au-dessus du porche sont inscrites deux dates, 1843 et 1929 (photo).
- Chapelle de la Trinité de Lesparts.

Sélection de vues des édifices religieux
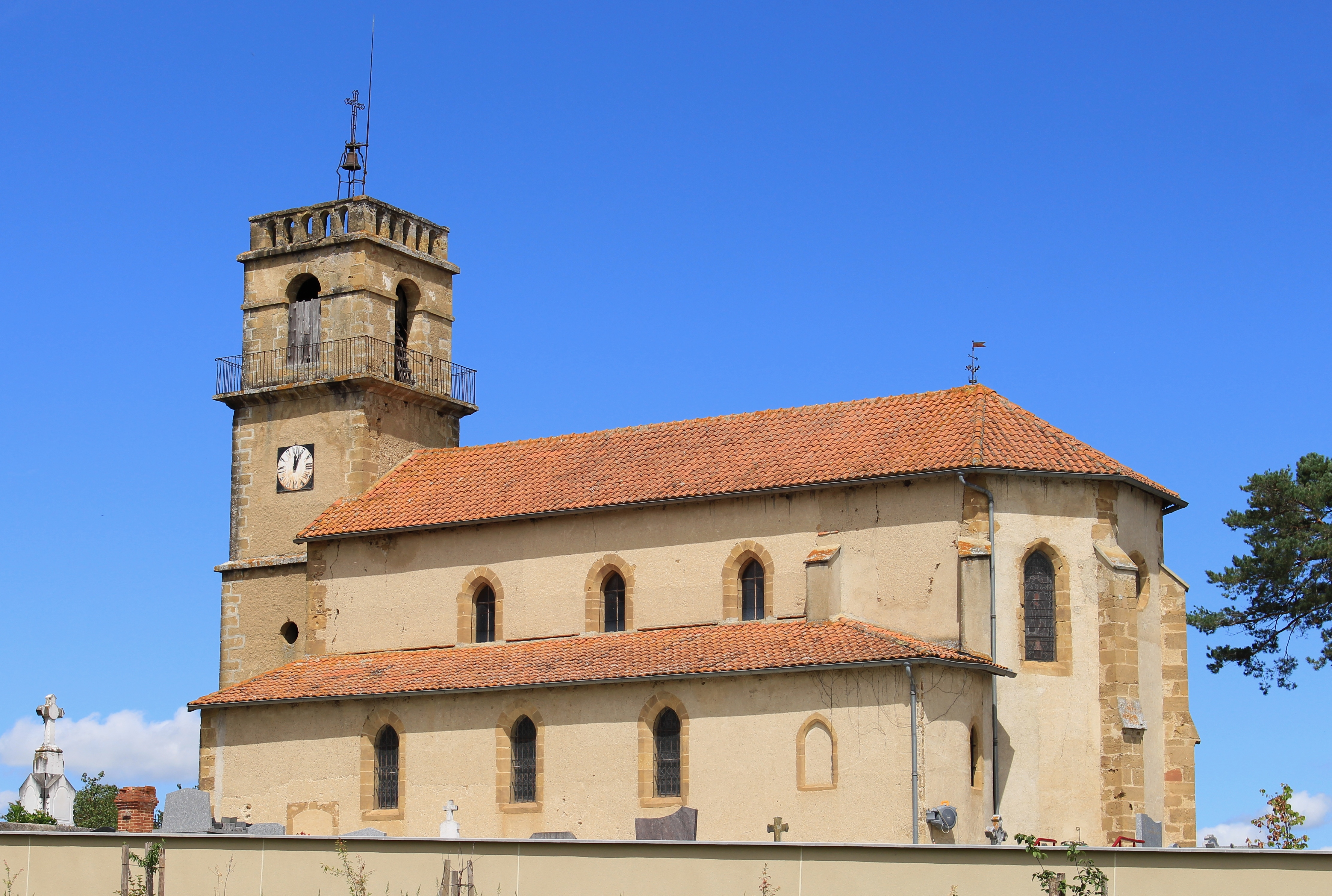
L'église en 2020.
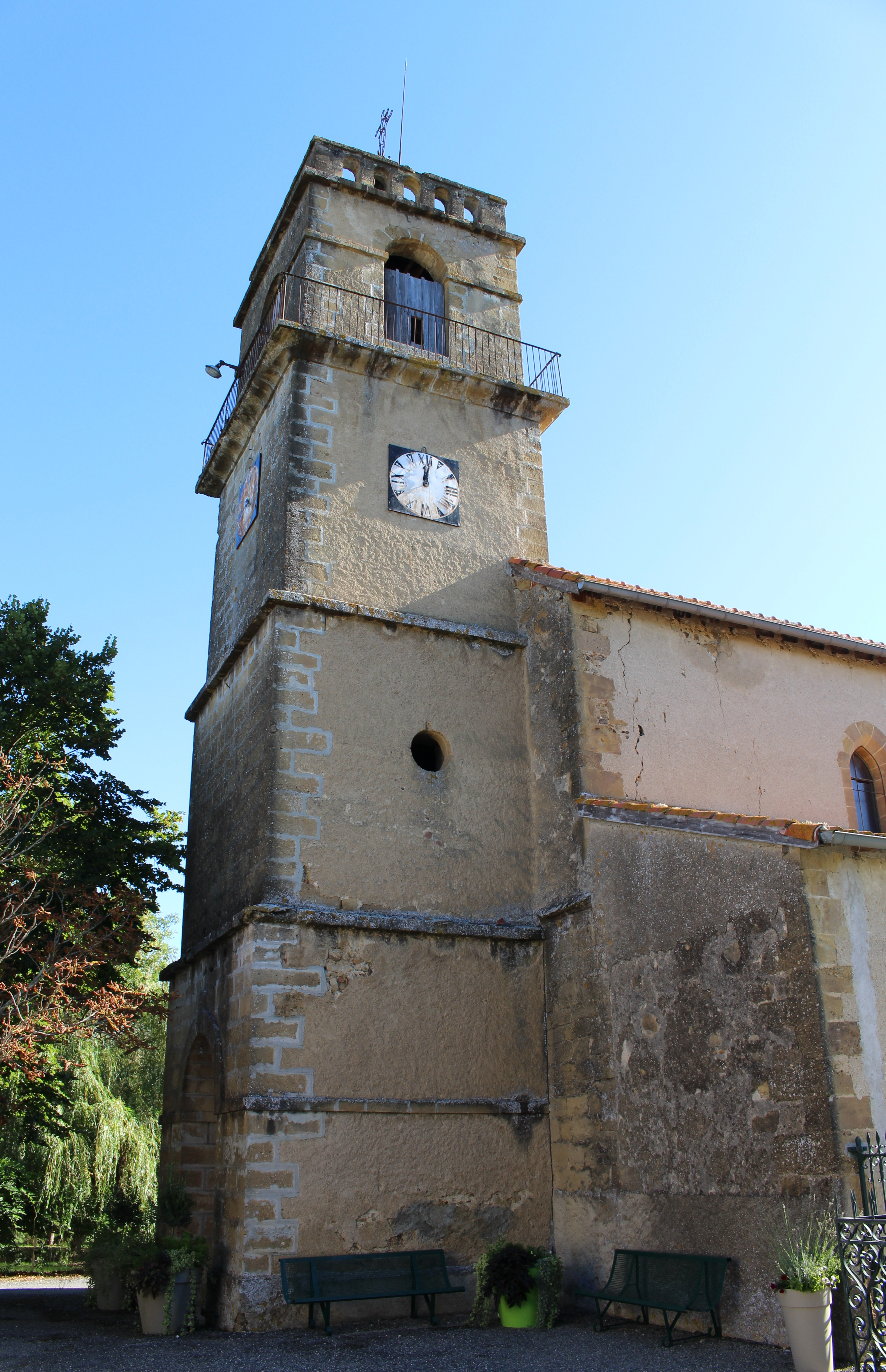
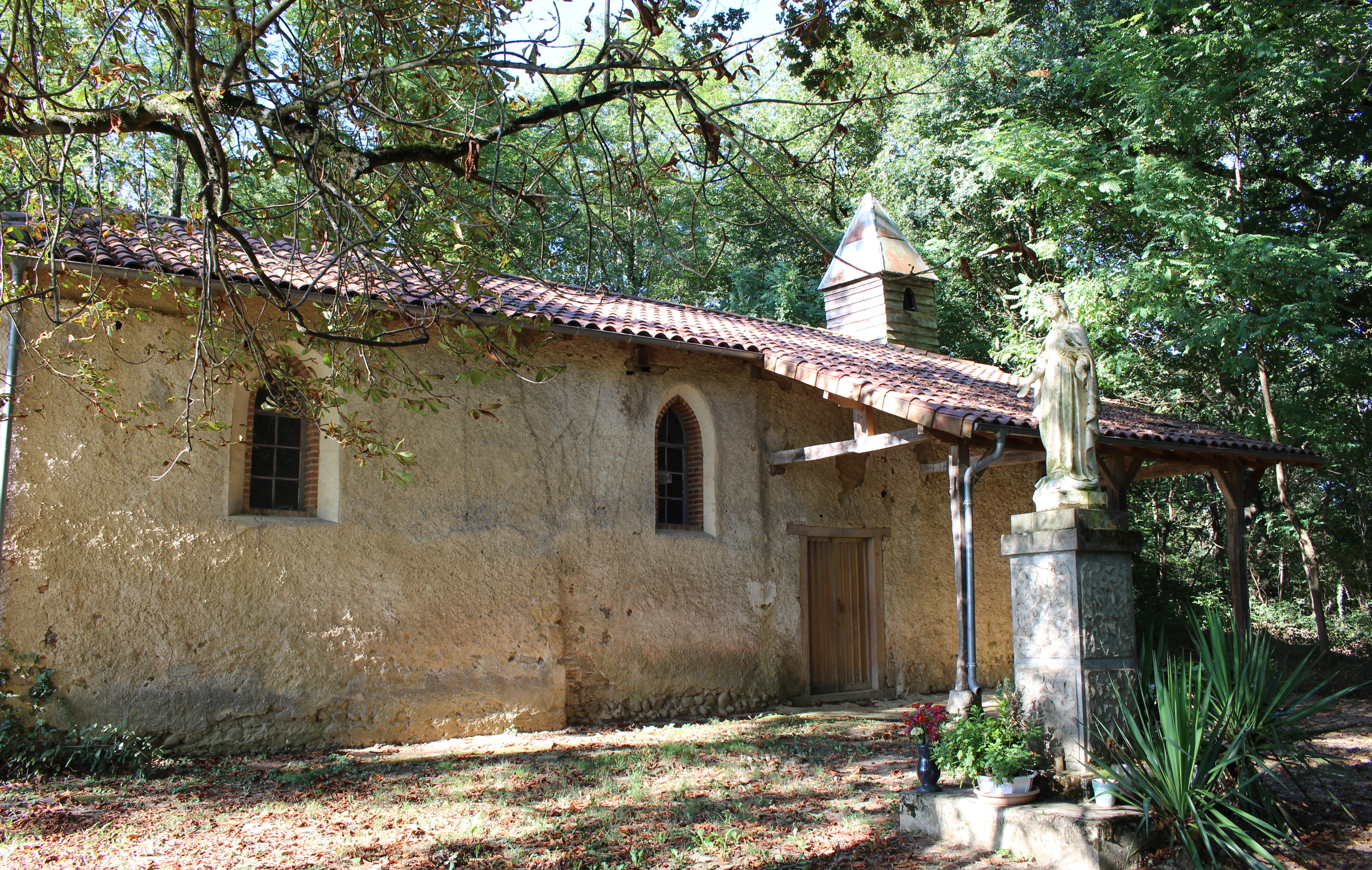
La chapelle en 2016.
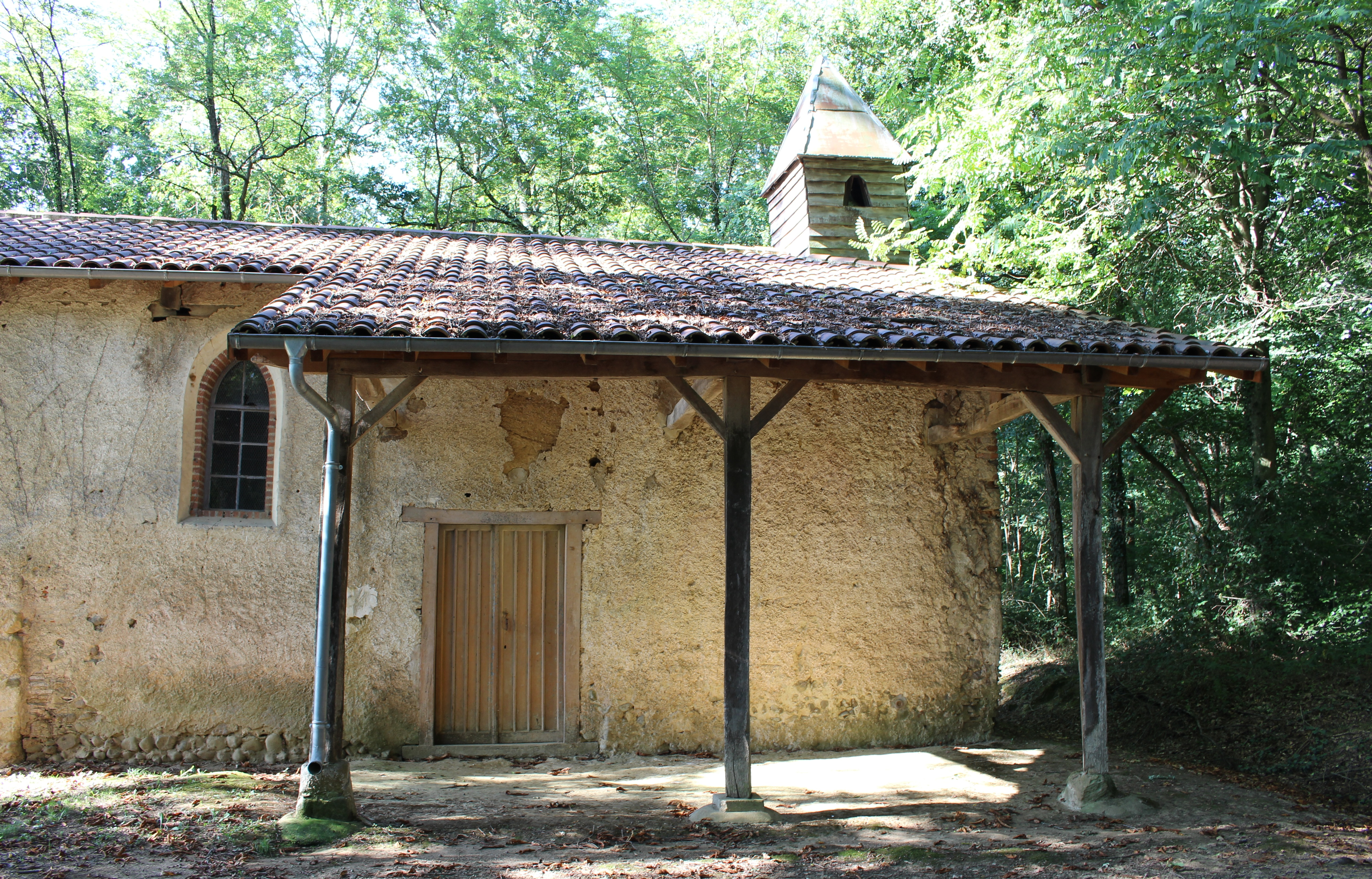

### Personnalités liées à la commune
- Jean-Baptiste Mailhe (1752-1834), né à Guizerix, homme politique de la Révolution française, membre de l'Assemblée législative et de la Convention nationale, auteur de l'amendement relatif au sursis à exécution de Louis XVI.
- Jean Guizerix (1945- ), danseur Étoile de l’Opéra national de Paris.

### Héraldique
| Blason | Blasonnement : D'azur à une tour donjonnée d'argent, maçonnée de sable, posée sur une montagne de sinople et accostée de 2 fleurs de lys d'or ; au chef d'or chargé d'un lion léopardé de gueules armé et lampassé d'azur. Commentaires : Blason vérifié auprès de la mairie. |